# Robert Huth
Robert Huth este un fotbalist german. A fost născut în Berlin. Joacă ca fundaș central la Leicester City.
A început să joace la echipa orașului unde s-a născut, 1. FC Union Berlin.

## Cariera
La mijlocul sezonului 01-02 merge să joace în FA Premier League cu Chelsea FC. Și-a făcut debutul cu această echipă, în meciul din ultima etapă, Aston Villa 3 - 1 Chelsea. Cu Chelsea a câștigat campionatul în sezounul 04-05, înafara de o Community Shield.
În 2006, a fost transferat la Middlesbrough, cu care a retrogadat în sezonul 08-09.
După retrogadare, a plecat la Stoke City pâna în 2015, când a fost împrumutat la Leicester pentru a fi cumpărat la sfârșitul sezonului.
Cu Leicester a câștigat campionatul în sezonul 2015-16.